# Kunțeve, Novi Sanjarî
Kunțeve (în ucraineană Кунцеве) este localitatea de reședință a comunei Kunțeve din raionul Novi Sanjarî, regiunea Poltava, Ucraina.

## Demografie
Componența lingvistică a localității Kunțeve
     Ucraineană (97,83%)
     Rusă (1,99%)
     Alte limbi (0,18%)
Conform recensământului din 2001, majoritatea populației localității Kunțeve era vorbitoare de ucraineană (97,83%), existând în minoritate și vorbitori de rusă (1,99%).